# 안변청년발전소
안변청년발전소(安邊靑年發電所)는 조선민주주의인민공화국 강원도 안변군에 있는 수력발전소이다. 안변청년발전소는 안변청년1·2호 발전소로 구성되어 있는데, 안변1호발전소는 태백산맥을 관통하는 수로터널을 통해 보낸 북한강 상류의 임남저수지의 물로 전기를 생산하는 유역변경식 수력발전소이며, 안변청년2호발전소는 1호 발전소에서 사용된 물을 다시 사용하는 형태의 수력발전소이다.

## 설명
1986년 6월 당시 김일성 주석이 “자연개조사업의 일환으로 강수량이 많은 강원도 일대에 수력발전소를 건설할 것”을 지시하면서 같은 해 10월 "금강산발전소"라는 이름으로 건설에 착수했다. 착공 이후 건설자재 부족 등으로 인해 공사가 지지부진하게 진행되었으나 1994년 4월 완충기 과업을 토론했던 최고인민회의 제9기 7차 회의에서 대규모 발전소 건설을 다그쳐 경제발전에 절실한 전력생산을 높이는 문제가 강조됨에 따라 건설을 가속화하였다.
1996년 6월 30일, 1백리굴로 불리는 수로터널 공사를 완공해 통수식을 하였다. 같은 해 9월 18일 1단계 공사를 끝냈으며, 9월 25일에 2단계 공사에 착수했다. 이에 김정일은 금강산발전소가 국가적 지원이 없는 상태에서 공사 준공에 참여한 군인들을 "혁명적 군인정신의 창조자"로 치하했으며, 이들의 성과를 기려 금강산발전소를 안변청년발전소로 개명하였다.
2002년 9월에 2단계 공사인 안변청년2호발전소를 완공하였다.

## 같이 보기
- 임남댐
- 평화의 댐